# Johan Fredrik Isberg
Johan Fredrik Isberg, född 12 juli 1846 i Sallerups socken i Malmöhus län, död 25 oktober 1904 i Adolf Fredriks församling i Stockholm, var en svensk målare och tecknare samt målarmästare.

## Biografi
Isberg flyttade 1870 till Stockholm för att söka arbete. I staden rådde stor arbetslöshet och bostadsbrist. Han flyttade runt i Stockholm och bodde korta tider på många olika adresser. 1882 blev han målarmästare och sedermera delägare i målerifirman G.A. Wiss & C:o, som låg på Riddargatan på Östermalm. I företaget sysslade han huvudsakligen med dekorationsmålning.
Isberg blev känd genom en lång rad akvareller med motiv från Stockholm kring sekelskiftet 1900. Hans detaljrika illustrationer är idag ett viktigt dokument över stadens bebyggelse som höll på att försvinna. Det existerar ett drygt 100-tal akvareller, vilka visar offentliga byggnader, privatbostäder, kända restauranger och teatrar runt om i Stockholm. Isberg målade ofta med fotografier som förlaga, men några av dem med viss variation. Han var ogift. Isberg finns representerad vid bland annat Nordiska museet, Stadsmuseet i Stockholm, Sjöhistoriska museet och Nationalmuseum i Stockholm.

## Verk i urval

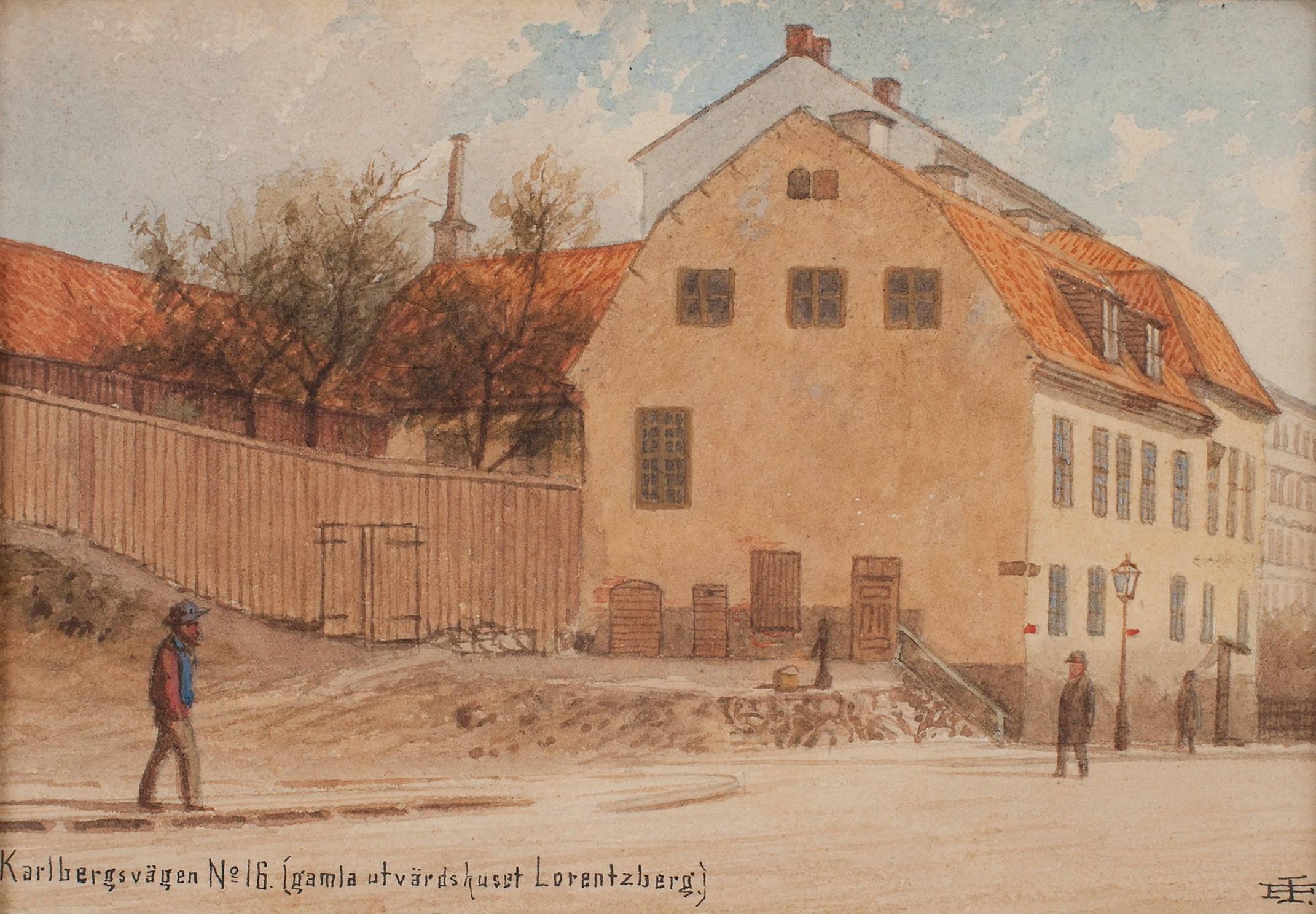
"Karlbergsvägen 16 (gamla utvärdshuset Lorentzberg)"
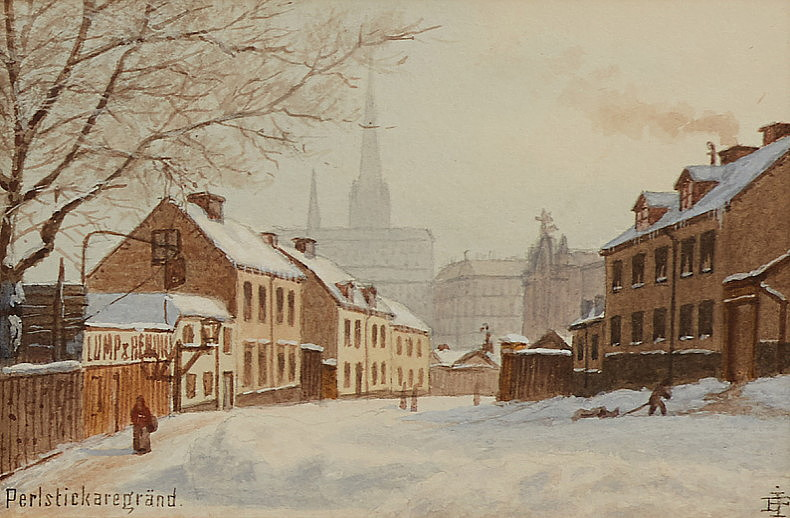
"Perlstickaregränd"
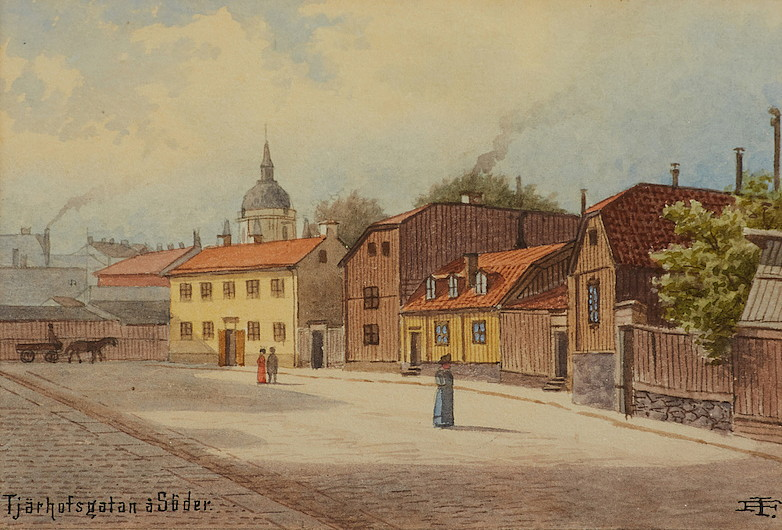
"Tjärhofsgatan å Söder"
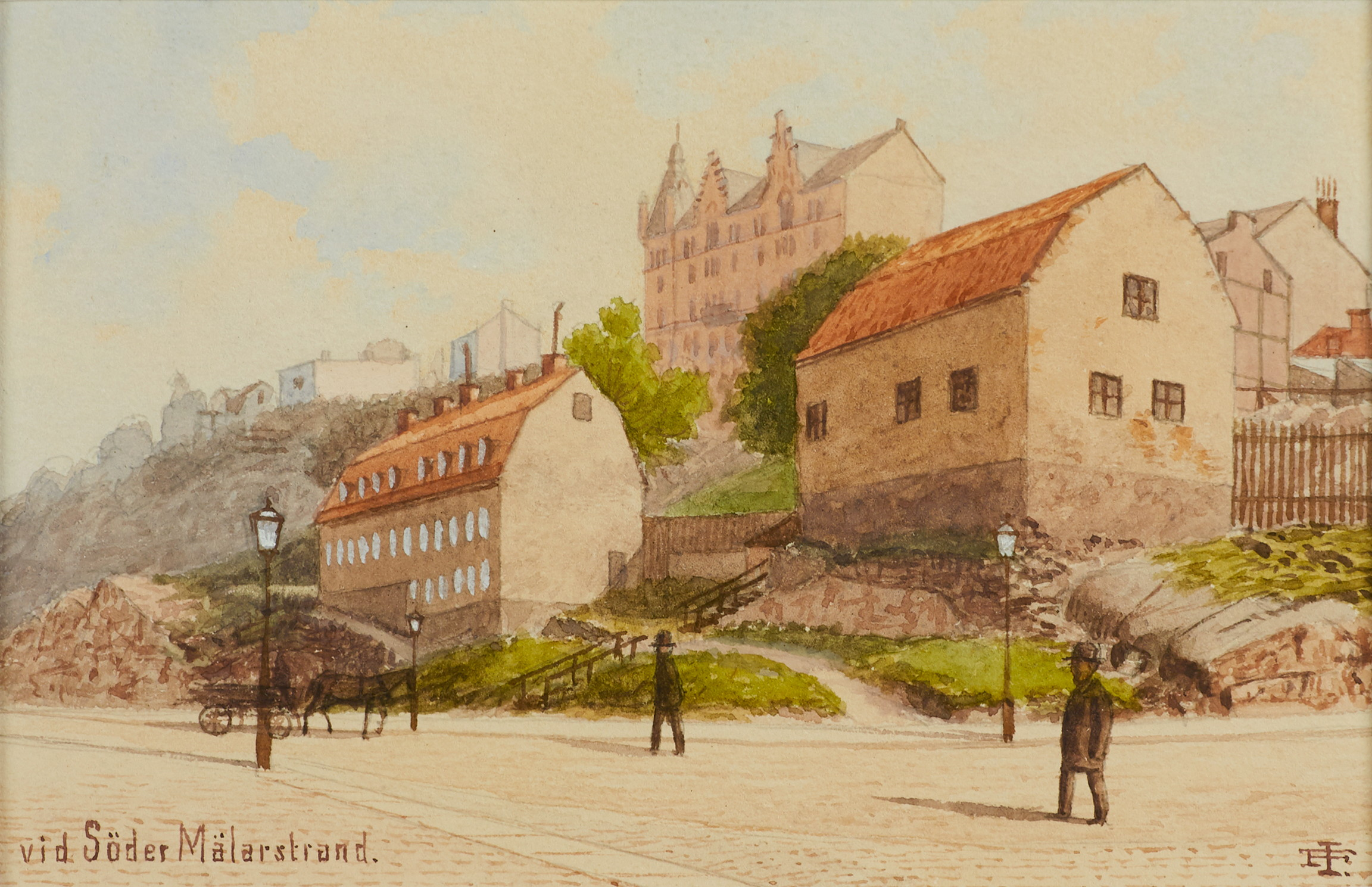
"Vid Söder Mälarstrand"